# Катзенайм
Катзенайм (фр. Quatzenheim) — коммуна на северо-востоке Франции в регионе Гранд-Эст (бывший Эльзас — Шампань — Арденны — Лотарингия), департамент Нижний Рейн, округ Саверн, кантон Буксвиллер. До марта 2015 года коммуна административно входила в состав упразднённого кантона Трюштерсайм (округ Страсбур-Кампань).
Площадь коммуны — 3,07 км², население — 750 человек (2006) с тенденцией к росту: 808 человек (2013), плотность населения — 263,2 чел/км².

## Население
Население коммуны в 2011 году составляло 833 человека, в 2012 году — 820 человек, а в 2013-м — 808 человек.
| 1962 | 1968 | 1975 | 1982 | 1990 | 1999 | 2006 | 2008 | 2011 | 2012 | 2013 |
| ---- | ---- | ---- | ---- | ---- | ---- | ---- | ---- | ---- | ---- | ---- |
| 484  | 467  | 499  | 540  | 557  | 710  | 750  | 799  | 833  | 820  | 808  |

Динамика населения:

## Экономика
В 2010 году из 554 человек трудоспособного возраста (от 15 до 64 лет) 422 были экономически активными, 132 — неактивными (показатель активности 76,,2 %, в 1999 году — 75,6 %). Из 422 активных трудоспособных жителей работали 400 человек (203 мужчины и 197 женщин), 22 числились безработными (8 мужчин и 14 женщин). Среди 132 трудоспособных неактивных граждан 61 были учениками либо студентами, 45 — пенсионерами, а ещё 26 — были неактивны в силу других причин.

## Достопримечательности (фотогалерея)

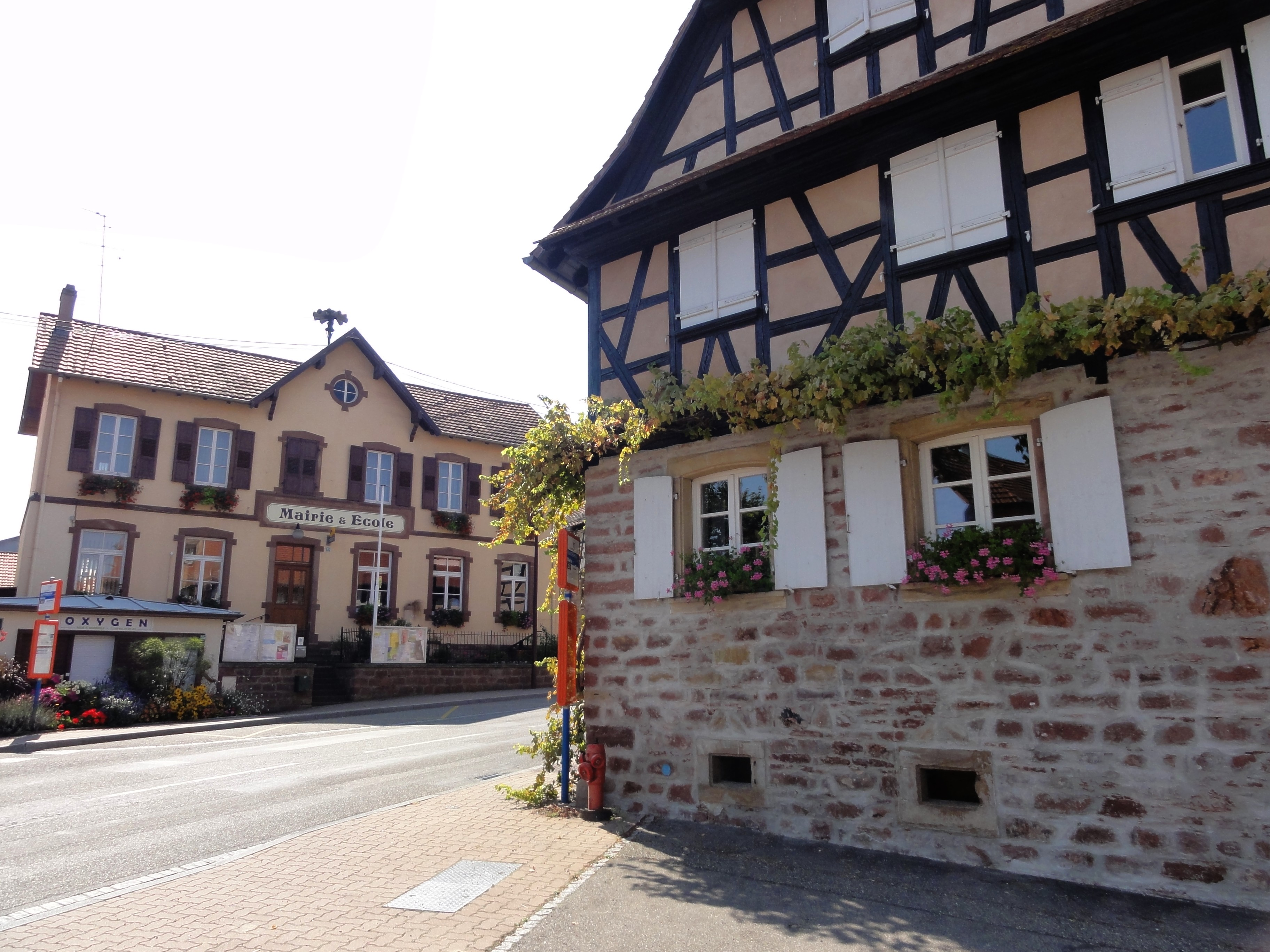
Здание мэрии
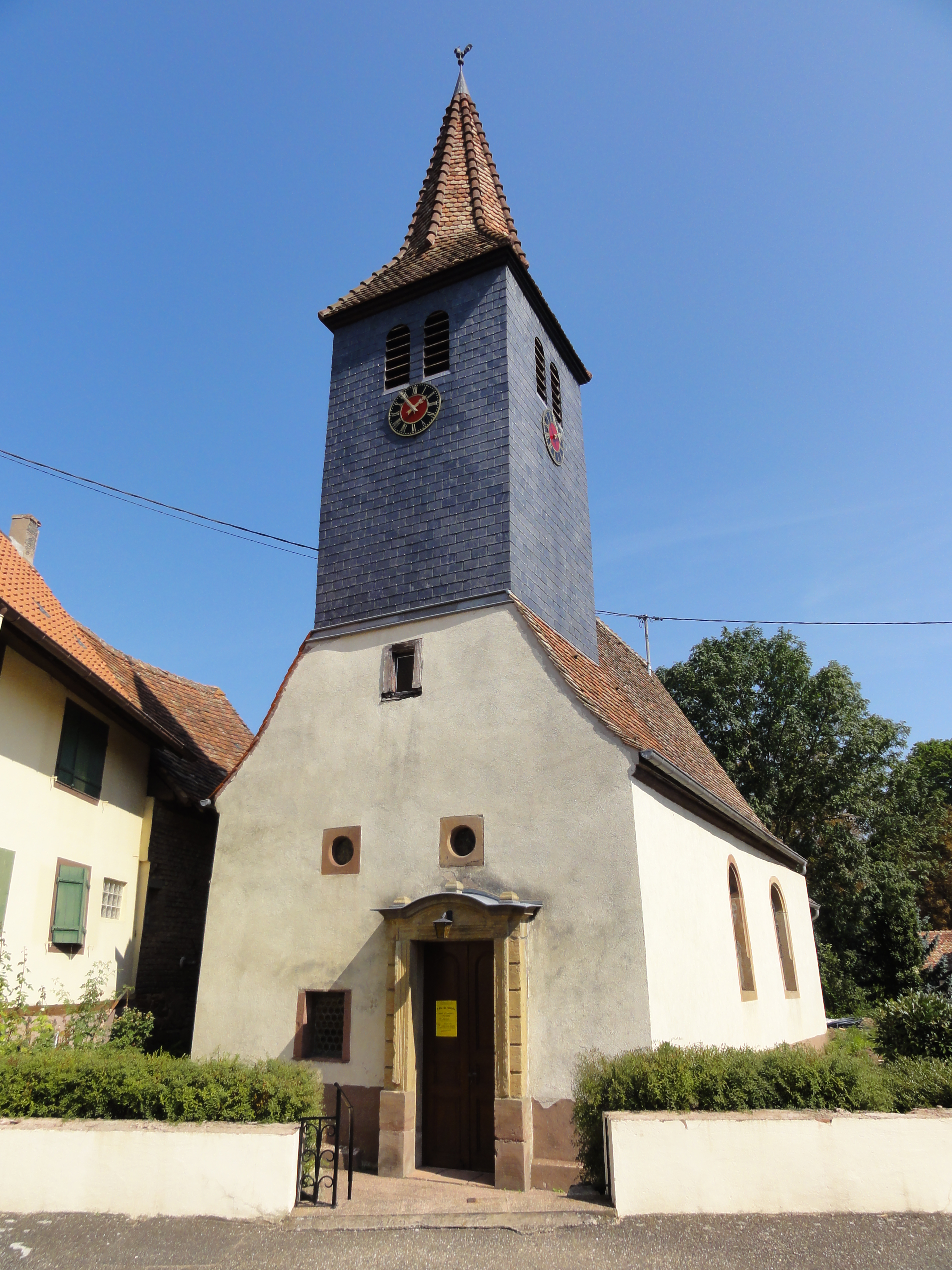
Протестантская церковь
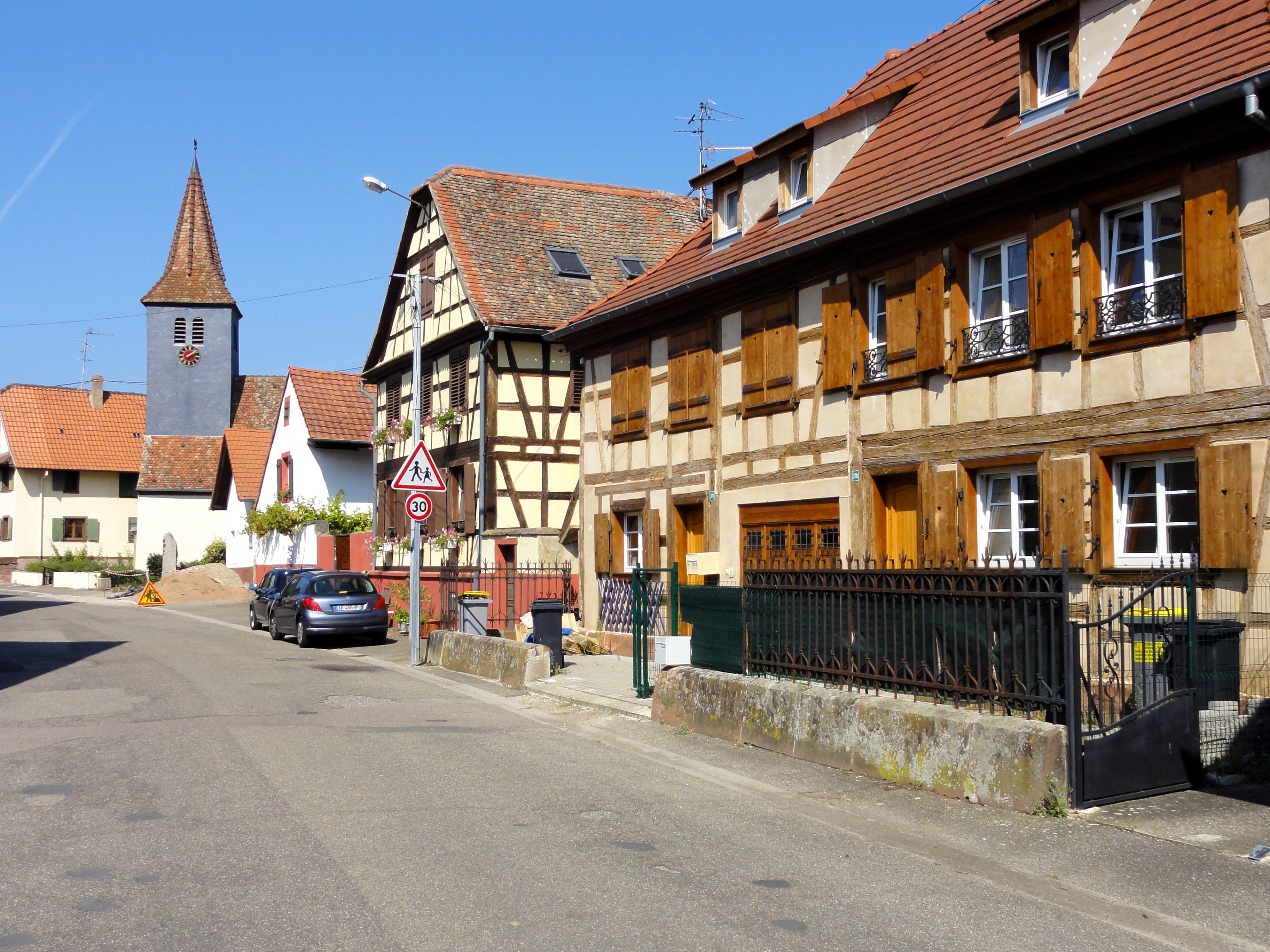
Старая синагога
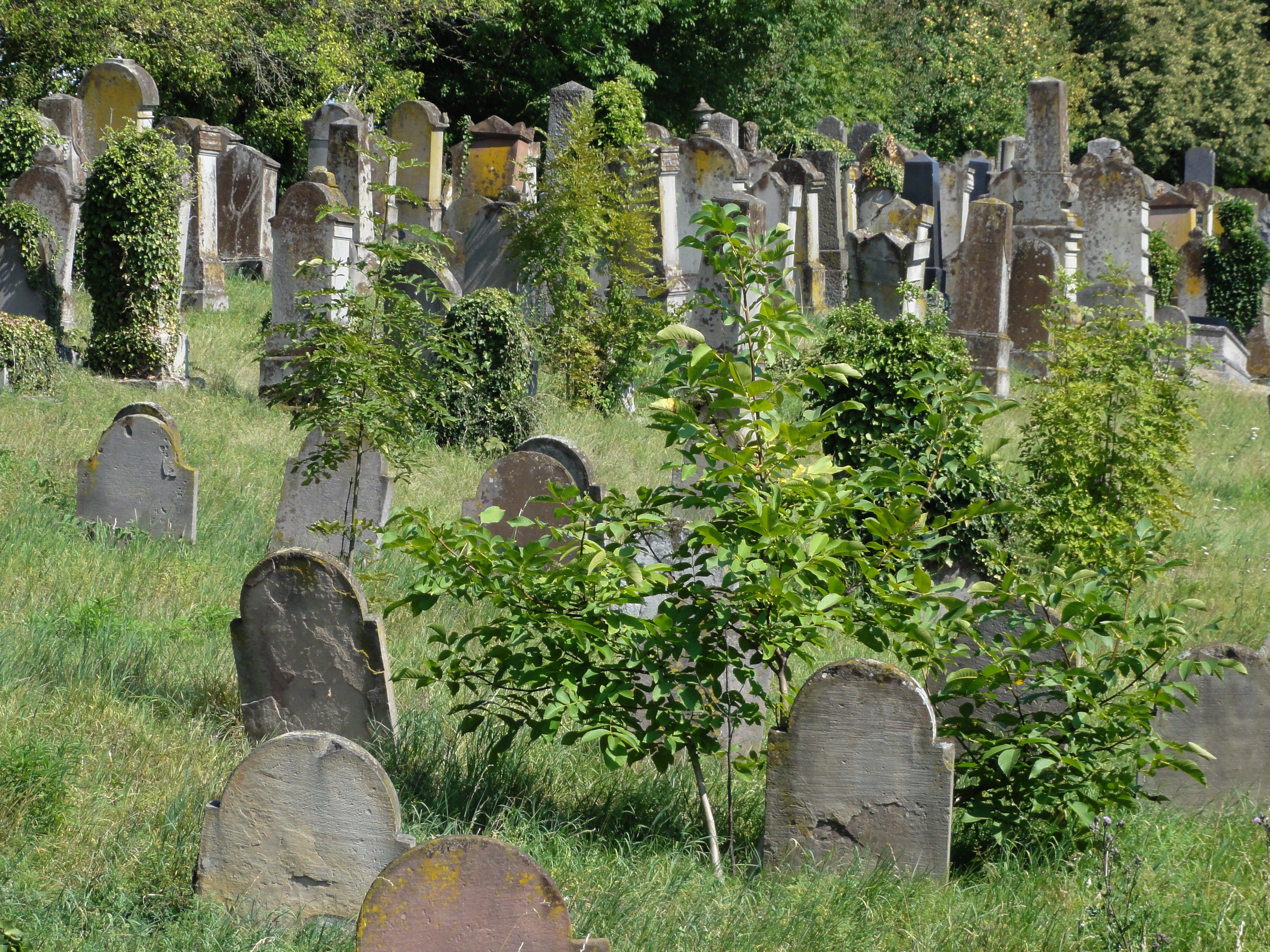
Еврейское кладбище